# Rapeš
Rapeš är en ort i Nordmakedonien. Den ligger i kommunen Novaci, i den södra delen av landet, 100 kilometer söder om huvudstaden Skopje. Rapeš ligger 678 meter över havet och antalet invånare är 309.